# Wasilij Dobrochotow
Wasilij Pawłowicz Dobrochotow (ros. Василий Павлович Доброхотов, ur. 7 lutego?/20 lutego 1911 w Kirżaczu, zm. 12 lipca 1971 w Moskwie) – radziecki działacz partyjny i funkcjonariusz służb specjalnych w stopniu generała majora KGB.

## Życiorys
Urodził się w rodzinie ślusarza. Uczył się w szkole w Kirżaczu, w 1926 przeniósł się do Kolczugino, gdzie został uczniem ślusarza i następnie ślusarzem w fabryce im. Ordżonikidze. Od września 1929 do lipca 1932 uczył się w technikum we Włodzimierzu, w którym następnie nauczał, w czerwcu 1932 został przyjęty do WKP(b). Od sierpnia 1933 do lutego 1934 służył w Armii Czerwonej, był kursantem szkoły lotników w Engelsie, po demobilizacji mieszkał i pracował w Moskwie jako technik konstruktor w fabryce i szef warsztatu biura konstruktorskiego Ludowego Komisariatu Przemysłu Ciężkiego ZSRR, jednocześnie uczył się w Instytucie Przemysłu Obronnego ZSRR. W grudniu 1938 został szefem jednego z sektorów Centralnej Rady Osoawiachimu ZSRR, a we wrześniu 1939 partyjnym organizatorem fabryki nr 398 Ludowego Komisariatu Amunicji ZSRR, od września 1940 do kwietnia 1942 uczył się w Wyższej Szkole Partyjnej przy KC WKP(b), po ukończeniu której pracował w centralnych organach partyjnych. Od 4 grudnia 1942 do 4 lipca 1944 był instruktorem Zarządu Kadr KC WKP(b), później organizator odpowiedzialny i od sierpnia 1946 do stycznia 1948 instruktorem tego Zarządu. Od stycznia 1948 do lipca 1949 był zastępcą sekretarza komitetu partyjnego organizacji partyjnej przy Sekretariacie KC WKP(b), od 25 lipca 1949 do 14 lipca 1950 zastępcą, następnie do 7 września 1951 I zastępcą kierownika Wydziału Organów Dyplomatycznych i Handlu Zagranicznego KC WKP(b).
Następnie z pracy w aparacie partyjnym przeszedł do pracy w organach bezpieczeństwa i od 11 września 1951 do 11 marca 1953 jako pułkownik wchodził w skład Kolegium MGB ZSRR i jednocześnie od 12 września 1951 do 2 lutego 1952 był szefem Sekretariatu MGB ZSRR, a od 2 lutego 1952 do 6 lutego 1953 I zastępcą szefa Pierwszego Głównego Zarządu MGB ZSRR, od 6 lutego do 11 marca 1953 ponownie był szefem Sekretariatu MGB ZSRR. Po likwidacji MGB i utworzeniu jednolitego Ministerstwa Spraw Wewnętrznych (MWD) ZSRR od marca do 11 grudnia 1953 był zastępcą szefa Sekretariatu MWD ZSRR. Od 17 marca 1954 do 23 marca 1959 był szefem Sekretariatu KGB ZSRR i jednocześnie od 13 marca 1954 do 16 kwietnia 1959 był członkiem KGB ZSRR, 9 stycznia 1957 otrzymał stopień generała majora. Od 16 kwietnia 1959 do 15 października 1962 był szefem Zarządu KGB obwodu iwanowskiego, później pracował w Zarządzie Spraw Rady Ministrów RFSRR.

## Odznaczenia
- Order Wojny Ojczyźnianej II klasy (13 lipca 1945)
- Order „Znak Honoru” (4 listopada 1967)
- Odznaka „Honorowy Funkcjonariusz Bezpieczeństwa Państwowego” (23 grudnia 1957)

I 5 medali.